# Riederer von Paar

Wappen derer von Riederer

Riederer von Paar ist der Name eines altbayerischen Adelsgeschlechts. Zweige der Familie bestehen bis heute.

## Geschichte
Das Geschlecht stammt ursprünglich aus dem Donau-Ried. Einer der ersten bedeutenden Angehörigen der Familie war Johann Riederer, Domherr zu Regensburg, der ab dem Jahre 1368 urkundlich auftritt. Die ununterbrochene Stammreihe beginnt mit Eberhard Riederer zu Riedheim, Herzoglich Bayerischer Landrichter und Vogt zu Aichach und Dachau.
Während des 15. Jahrhunderts erlangten Angehörige des Geschlechts großen politischen Einfluss und hohe Ämter. Ein weiterer Ulrich Riederer, Dompropst in Freising, war Kanzler Kaiser Friedrichs III. Er wurde 1462 von der aufständischen Wiener Bevölkerung ermordet. Michael Riederer († 1472), Dompropst in Regensburg, war Kanzler der Reichen Herzöge Heinrich und Ludwig von Bayern. Sein Bruder Sixt Riederer war Rat Herzog Ludwigs des Gebarteten von Bayern-Ingolstadt und leitete mehrfach Gesandtschaften an den kaiserlichen Hof in Wien.
Stammsitz des Geschlechts war die Herrschaft Paar, wo Michael Riederer († 1520) ein Schloss erbaute. Der Besitz musste jedoch 1563 verkauft werden, ist aber bis heute beinamensgebend geblieben. In der zweiten Hälfte des 17. Jahrhunderts fand die Familie eine neue und dauerhafte Heimat zu Schönau bei Eggenfelden in Niederbayern. 
Der erste Riederer auf Schönau, der kurbayerische Truchsess Georg Sigmund, wurde am 16. Februar 1692 unter dem Namen Riederer von Paar zu Schönau in den bayerischen Freiherrenstand erhoben. Seine Nachkommenschaft blüht bis heute. Die Linie seines Vetters Johann Wiguleus Riederer von Paar zu Pillham, seit dem 14. März 1692 freiherrlich, ist jedoch erloschen.

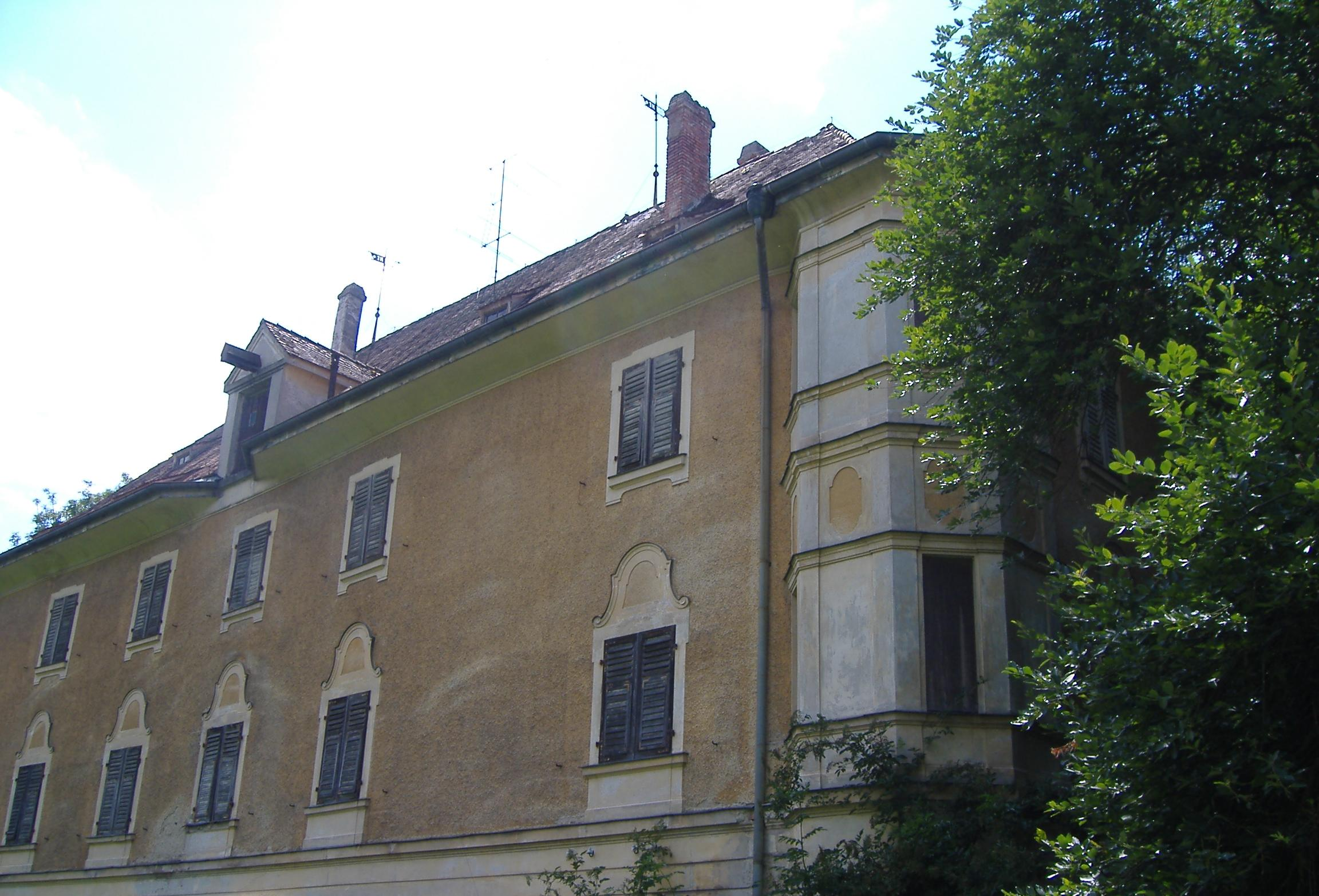
Schloss Unterbaar (Paar)
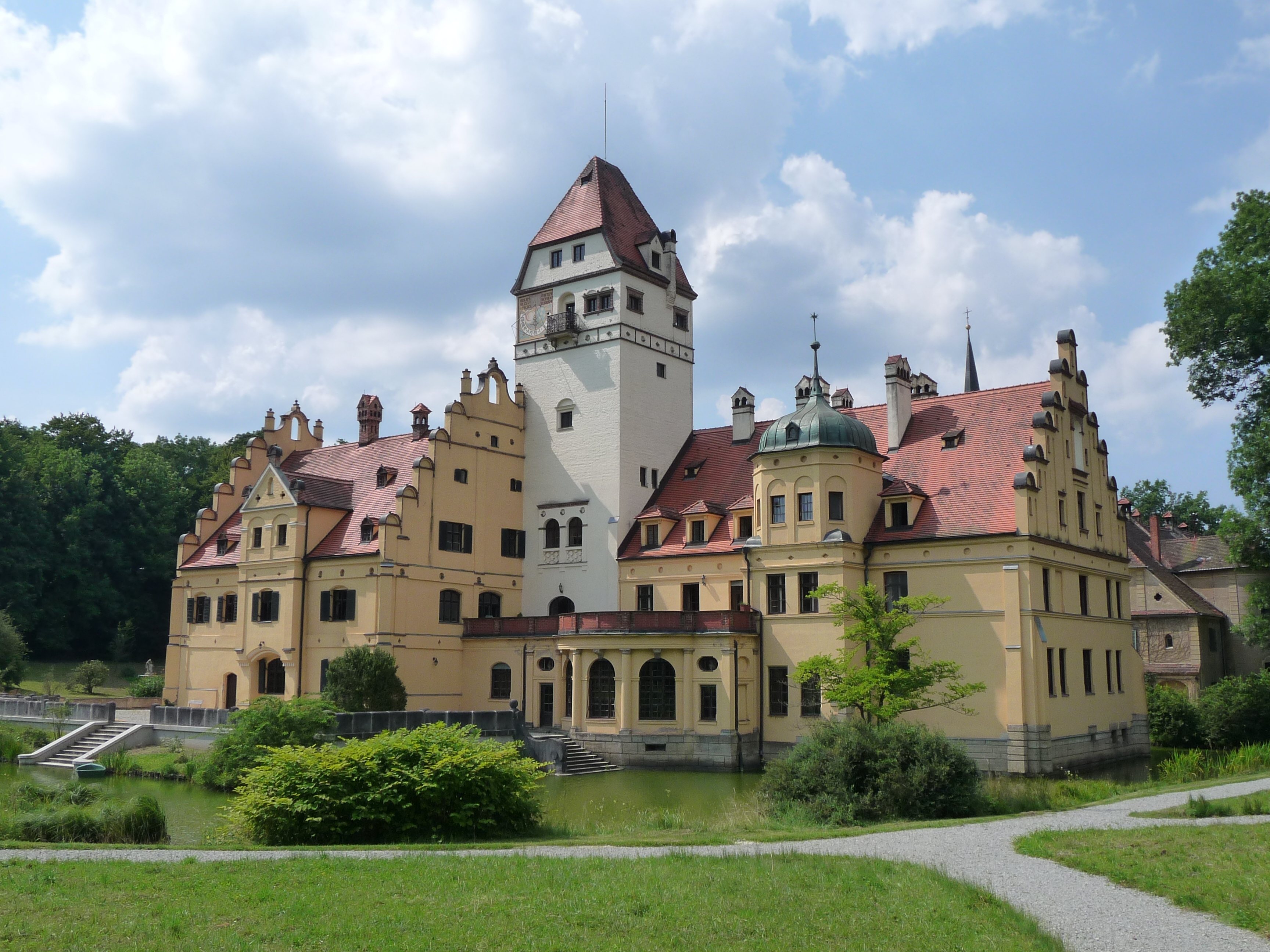
Wasserschloss Schönau
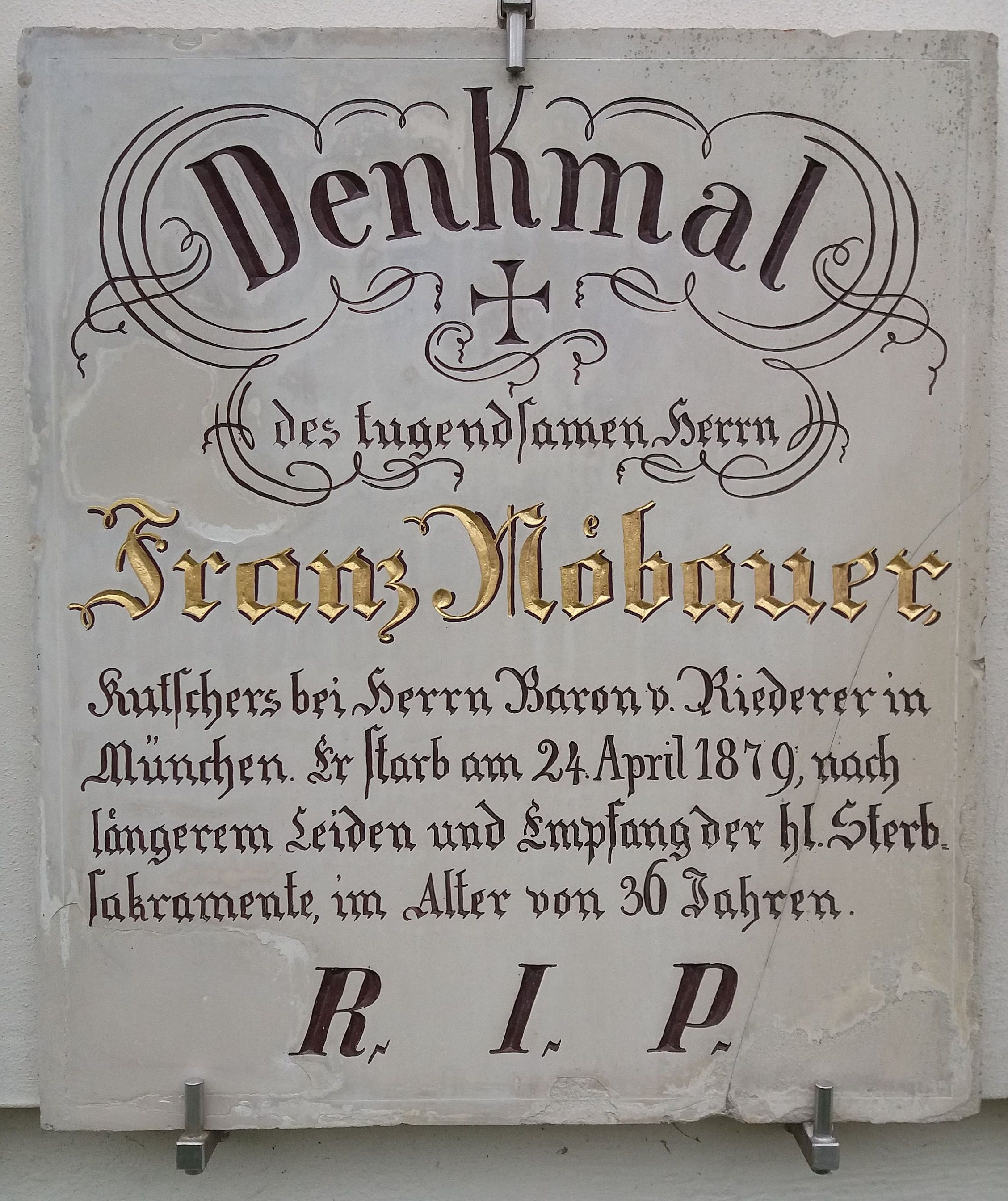
Safferstetten,  Kirche St. Andreas: Gedenktafel für einen Kutscher der Freiherrn Riederer von Paar

## Wappen
Das Stammwappen zeigt in Blau fünf (2:1:2) fünf- oder sechsstrahlige goldene Sterne. Auf dem Helm ein rotes Kissen, besetzt mit einem Stern wie im Schild. Die Helmdecken sind blau-golden.

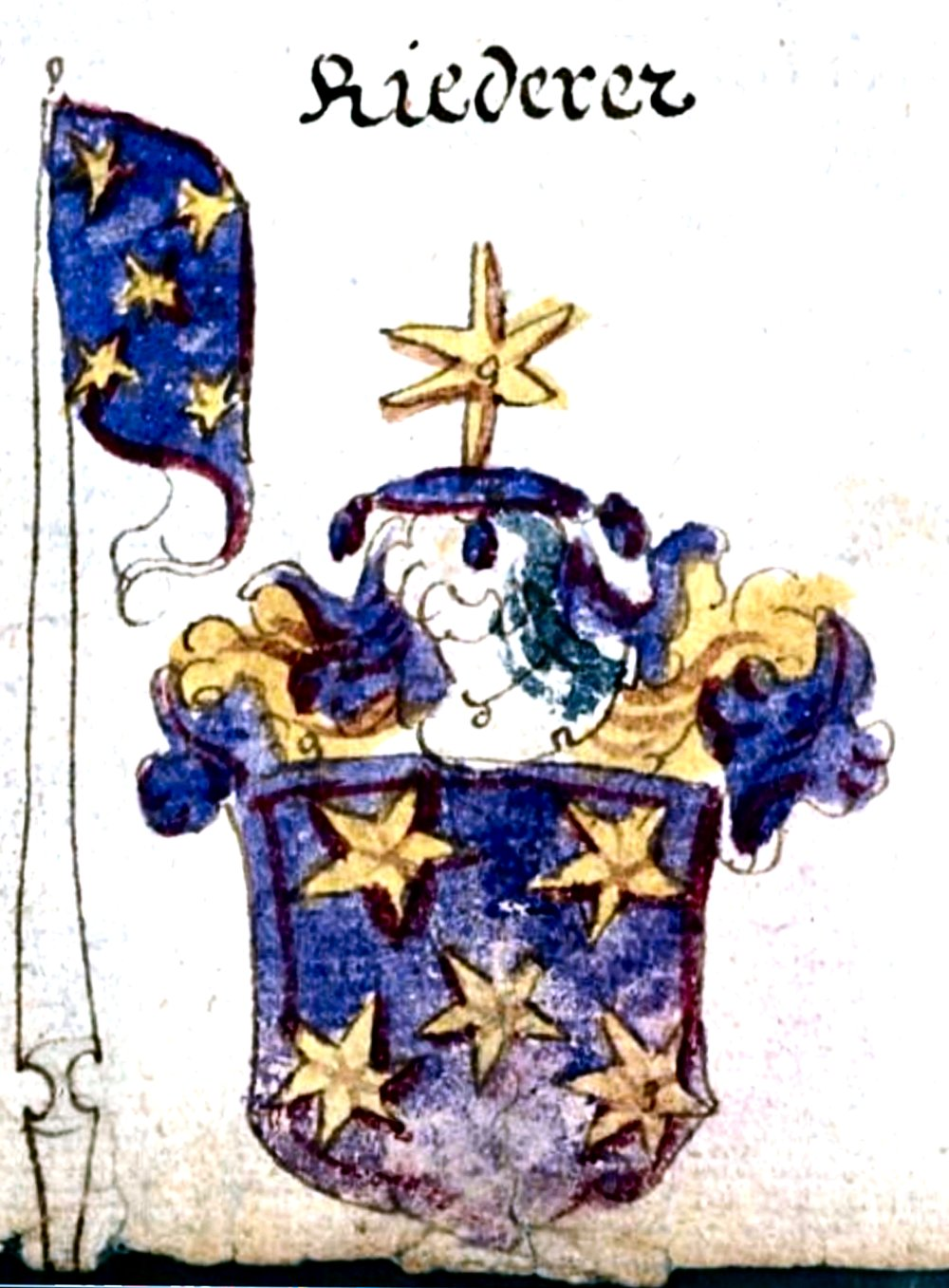
Abbildung in der „Sammlung von Wappen aus verschiedenen, besonders deutschen Ländern“  (ca. 1600)
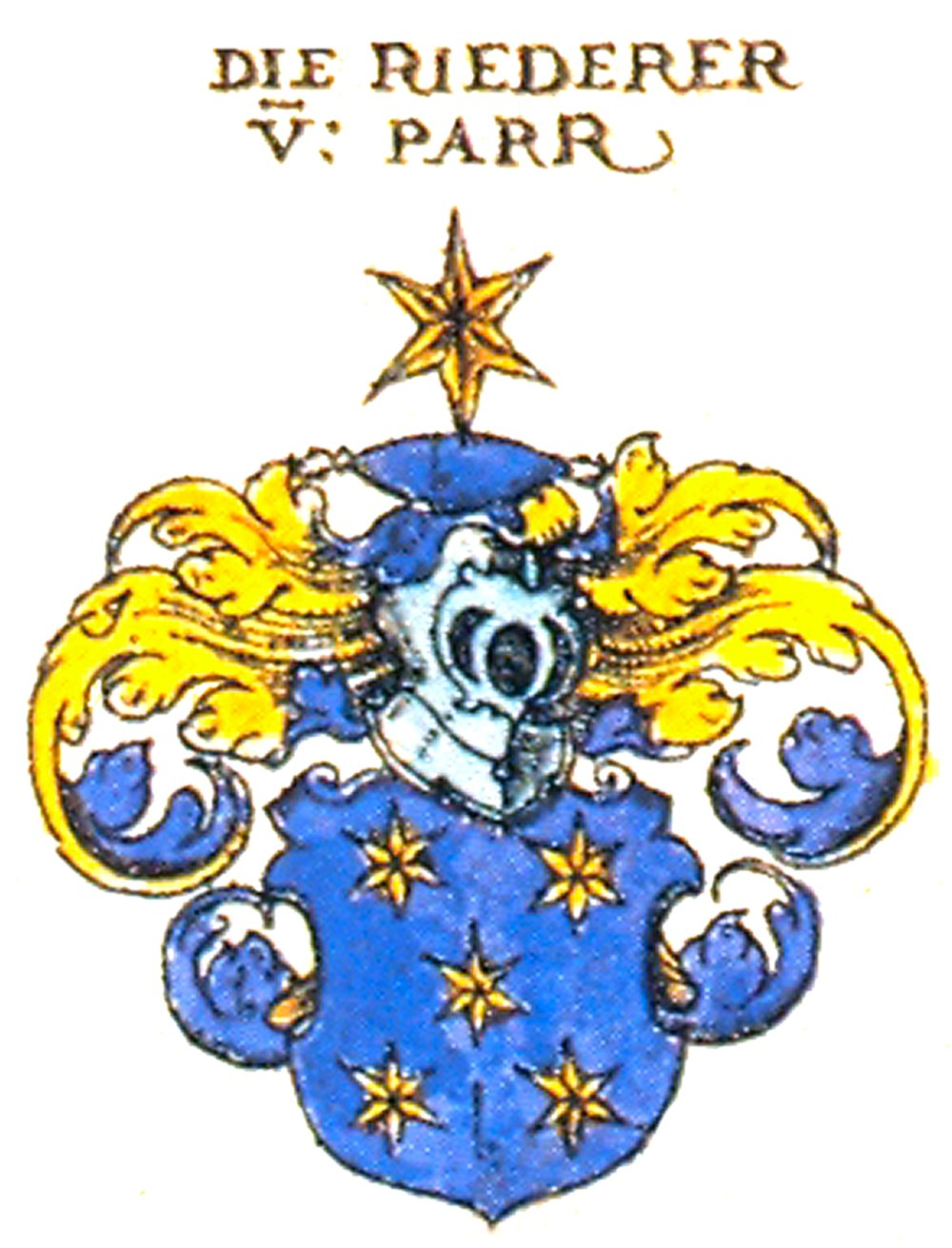
Wappen aus Johann Siebmachers Wappenbuch (1605)
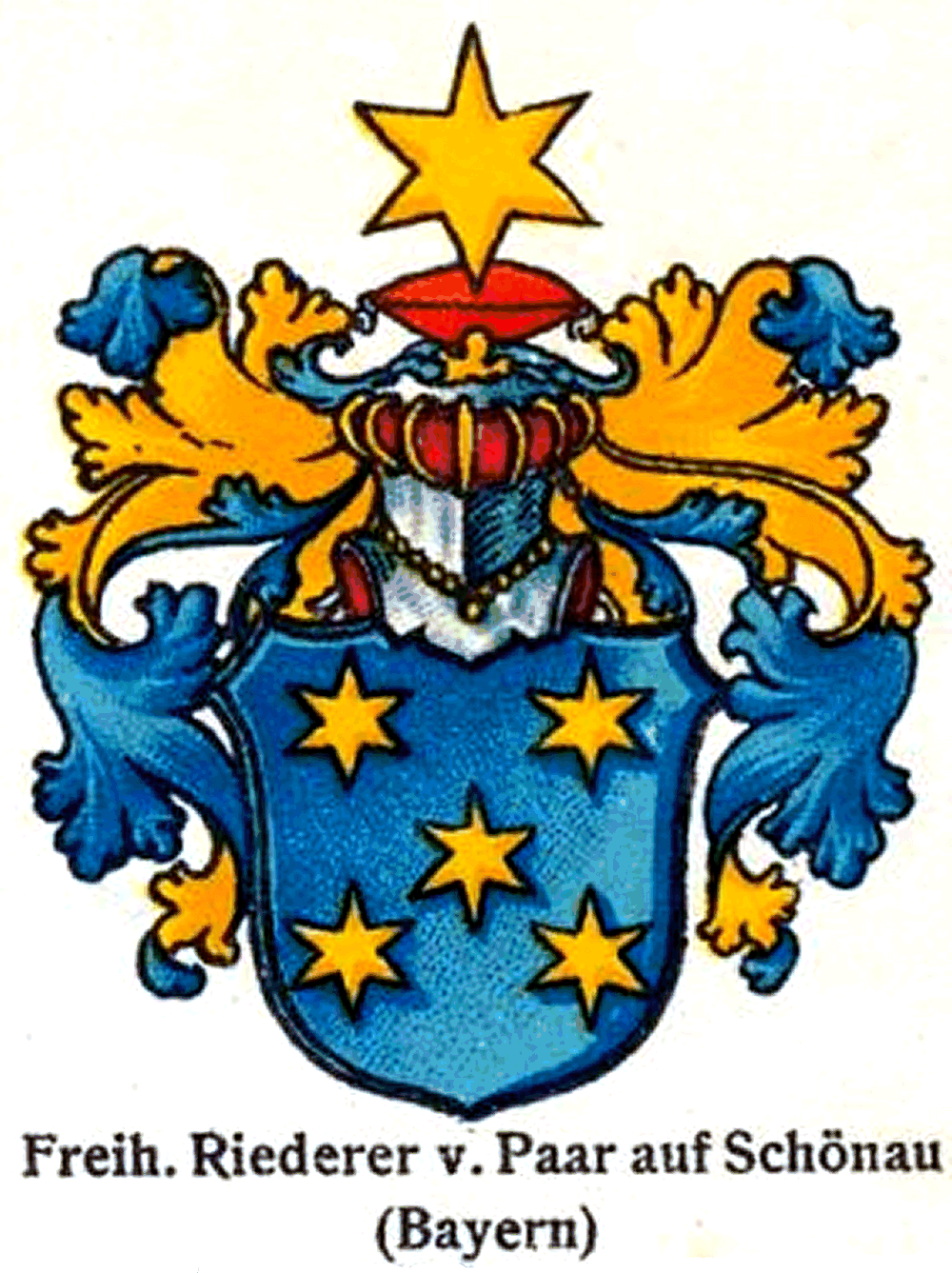
Wappendarstellung von Adolf Matthias Hildebrandt
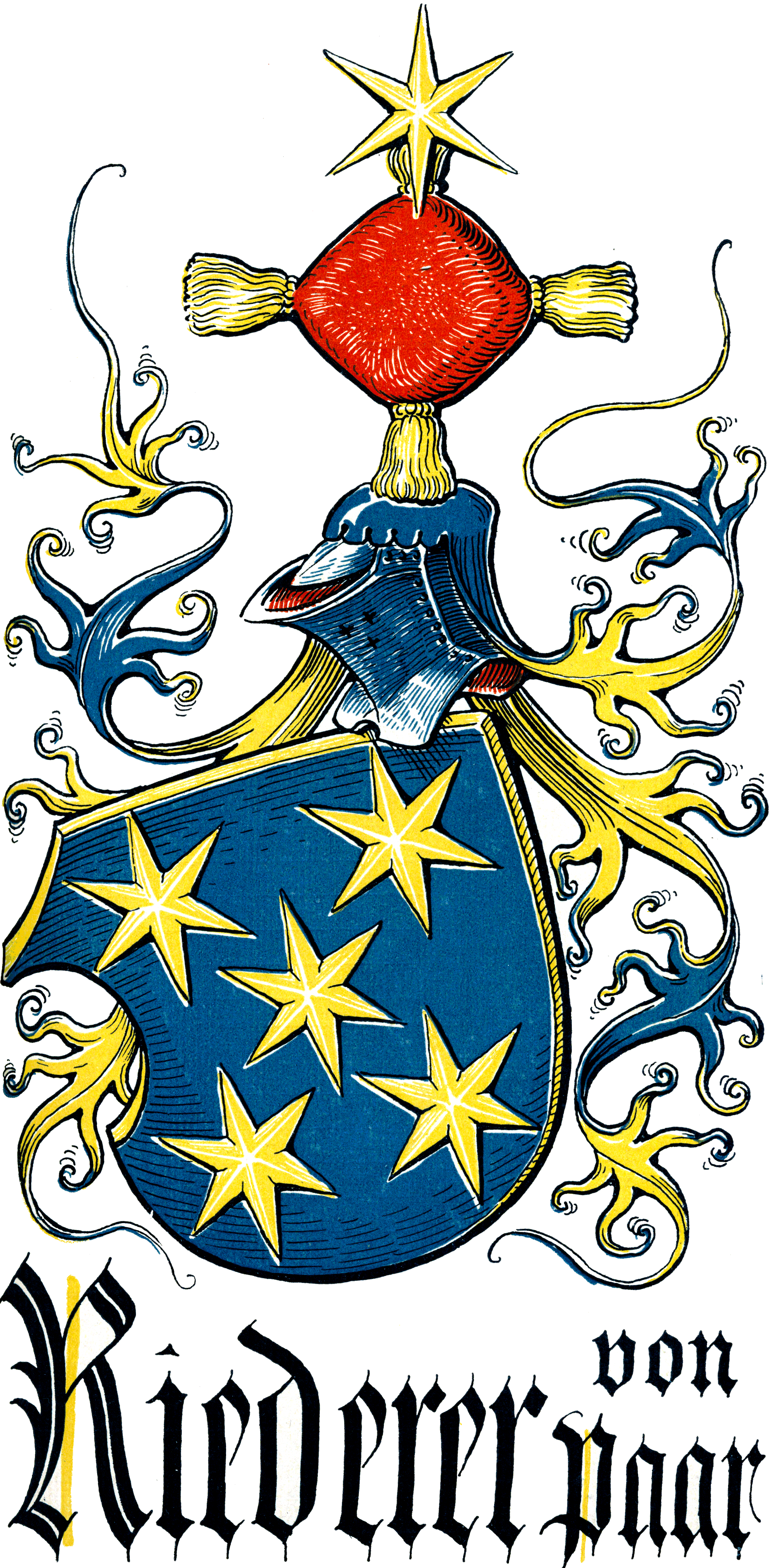
Darstellung von Otto Hupp im Jugendstil (1929)

Die Sterne aus dem Familienwappen der Riederer von Paar erscheinen noch heute in einigen bayerischen Ortswappen.

Wappen der Gemeinde Holzheim
Wappen der Gemeinde Schönau
Wappen der Gemeinde Baar

## Bekannte Familienmitglieder
- Max Riederer von Paar (* 1897; † 1964), deutscher Jurist und Politiker
- Mercedes Riederer (* 1952), deutsche Journalistin
- Sixt Riederer († vor 1449), bayerischer Amtmann und Rat